# Catocala ardens
Catocala ardens là một loài bướm đêm trong họ Erebidae.